# Willem van Manen (jazzmusicus)
Willem Christiaan van Manen (Amsterdam, 3 september 1940 – aldaar, 26 september 2024) was een Nederlands jazzcomponist en -trombonist.

## Opleiding
Hij, zoon van Henriëtte Heldring en procuratiehouder Hugo van Manen, groeide op in Amsterdam-Zuid.
Hij kreeg zijn middelbare schoolopleiding aan het Hervormd Lyceum Zuid en het Vossius Gymnasium.  Jazz kwam zijn oren in, terwijl vader via een koffergrammofoon muziek van Louis Armstrong en Duke Ellington draaide. 
Toen hij zeven was begon Van Manen met pianoles bij Johannes Röntgen. Daarnaast had hij ook trompetles. (Te) Dikke vingers zaten hem voor beide in de weg.   Toen hij vijftien was stapte hij over naar de trombone en studeerde hij bij Henk van Bergen. Verder studeerde hij sociologie. 

## Activiteiten
Vanaf 1955 was Van Manen actief als trombonist in de jazz, de geïmproviseerde muziek en de hedendaags klassieke muziek. Hij begon in oudestijlbands bij onder andere Hans IJzerdraads Western Jazz Group. Na zijn diensttijd volgden de modernere orkesten en ensembles van Theo Loevendie, Boy Edgar's Big Band, Hans Dulfer (Heavy Soul Inc), de Instant Composers Pool, Willem Breuker, Leo Cuypers - en vaak groepen in de Duitse improbeweging. Ook richtte hij zelf orkesten op: Boventoon (Wessel Ilcken Prijs 1974), de Springband en de Contraband. Hij speelde in het moderne blazersensemble Orkest De Volharding opgericht door Louis Andriessen, vanaf het begin in 1972 tot 1997. Daarnaast trad hij op als acteur in diverse muziektheaterproducties. In 2005 sloot hij zijn professionele loopbaan af, maar bleef hij nog tot 2015 actief in diverse amateurorkesten. Als trombonist heeft hij met diverse ensembles ongeveer 5000 concerten gegeven in binnen- en buitenland.
In de jaren 1980-1995 was hij hoofdvakdocent trombone en muziekgeschiedenis aan het Sweelinck Conservatorium in Amsterdam. Daarnaast vervulde hij een aantal bestuurlijke en organisatorische functies, bij onder andere het Bimhuis in Amsterdam dat hij in 1974 met Hans Dulfer oprichtte, de Amsterdamse Kunstraad, het Geneco, de BUMA, het Fonds voor de Scheppende Toonkunst en de Raad voor Cultuur.
Vanaf 2005 tot en met 2019 was hij eindredacteur jazz bij de Concertzender.
Sinds 1975 was Van Manen ook actief als componist, waarin hij grotendeels autodidact is. Hij schreef veel concertante stukken, maar ook muziek voor ballet, film en theater.
Van Manen kwam op 84-jarige leeftijd om het leven na op een zebrapad aangereden te zijn. Een behandeling in een ziekenhuis mocht niet meer baten.

## Composities (selectie uit ongeveer 100 stukken)
- Muziek voor trombone en strijkers (1979)
- Mond Open Ogen Dicht, voor het Nederlands Blazers Ensemble (1980)
- Trajekten, voor Orkest De Volharding (1981)
- Op is Op, suite voor het Scapino-ballet (1982)
- Sheltering Sky, voor orkest (1983) (voor het Nederlands Studenten Orkest)
- 15 etudes voor trombone (1983)
- Mikrotoop, voor 4 zangeressen en groot instrumentaal ensemble (1985)
- "Incidenten" voor muziekgroep De Ereprijs (1987)
- Roger, Roger ! (opera), libretto J. Bernlef, regie Ton Lutz (1993)
- Droof, voor blaaskwintet (1995)
- Reeds, voor Calefax Rietkwintet (1996)
- Expedition, voor harmonie-orkest (1997)
- Opadem, voor trombonekwartet en slagwerk (1998)
- Take Care, voor Orkest De Volharding (1998)

## Discografie (selectie uit ruim 80 albums)
- Hans Dulfer "Heavy Soul in Paradiso" (1969)
- Theo Loevendie Consort "Mandela" (1969)
- Peter Brötzmann Group Born Free met Derek Baily, Evan Parker onder anderen(1970)
- Theo Loevendie Consort  "Chess" (1972)
- Leo Cuypers "Zeeland Suite" (1977)
- Willem van Manen Willem van Manen met Misha Mengelberg, Harry Miller onder anderen(1979)
- Willem Breuker Kollektief "In Holland" (1981)
- Future Shock "Electric Night" (1988)
- Orkest De Volharding "Shoulder to Shoulder" (1989)
- Eckard Koltermann Collage 11 "Achtung wir senden" (1990)
- Orkest De Volharding "Trajekten" (1991)
- Peggy Larson Band "Rood Haar" (1993)
- Orkest de Volharding "Dutch Masters"  (1998)
- Contraband Live at Bim Huis Amsterdam met onder anderen Paul van Kemenade, Theo Jörgensmann (1988)
- Contraband "De Ruyter Suyte" (1991)
- Contraband "Boy Edgar Suite" (1994)
- Contraband "Hittit" (1997)
- Contraband "Pale Fire" (2000)
- Contraband "The Painter" (2004)

## Prijzen en onderscheidingen
- In 1974 ontving orkest de Boventoon onder leiding van Herman de Wit en Van Manen de Wessel Ilcken Prijs.
- In 1992 kreeg Van Manen de VPRO/Boy Edgar Prijs voor zijn activiteiten op het gebied van de jazz en geïmproviseerde muziek. Hij is de eerste trombonist aan wie deze oeuvreprijs werd toegekend.
- In 1997 werd hij benoemd tot ridder in de Orde van Oranje-Nassau vanwege zijn omvattende verdiensten voor het muziekleven.

## Documentaire
- Ik luisterde naar dixieland, je moet ergens beginnen in de serie NJA Jazzportretten (Jan Kelder)

- Gemeinsame Normdatei: 13459343X
- International Standard Name Identifier: 0000 0000 2426 7421
- Library of Congress Control Number: n84157851
- MusicBrainz: 50b9373f-c58e-40f0-924b-c52c5b545b18
- Nederlandse Thesaurus van Auteursnamen: 074947419
- Virtual International Authority File: 15192553
- WorldCat: E39PBJk8XJwhXkwd7WYrfj7yh3